# Leopold de Borbó-Dues Sicílies (comte de Siracusa)
Leopold de Borbó-Dues Sicílies (italià: Jacques)  (Palerm, 22 de maig de 1813 - Pisa, 4 de desembre de 1860) Príncep de les Dues Sicílies amb el tractament d'altesa reial que ostentà el títol de comte de Siracusa.

## Biografia
Nascut el dia 22 de maig de l'any 1813 a la ciutat de Palerm essent fill del rei Francesc I de les Dues Sicílies i de la infanta Maria Isabel d'Espanya. Leopold era net per via paterna del rei Ferran I de les Dues Sicílies i de l'arxiduquessa Maria Carolina d'Àustria i per via materna del rei Carles IV d'Espanya i de la princesa Maria Lluïsa de Borbó-Parma.
El dia 16 de juny de l'any 1837 contragué matrimoni a Nàpols amb la princesa Maria de Savoia-Carignano, pertanyent a la branca de la família reial italiana dels Carignano. La parella tingué una única filla:
- SAR la princesa Isabel de Borbó-Dues Sicílies, nada el 1838 a Nàpols i morta uns dies després.